# Тяжёлый металл 2000
«Тяжелый металл 2» (англ. Heavy Metal 2000) — полнометражный анимационный фильм, вторая часть серии «Тяжёлый Металл», повествующая о шаре загадочного металла, несущем смерть и хаос всему, с чем соприкасается. По мотивам фильма создана компьютерная игра Heavy Metal F.A.K.K. 2.

## Сюжет
Во время горных разработок пояса астероидов шахтер Тайлер находит зелёный кристалл, который в тысячах световых лет от того места, на планете Уроборос, пробуждает Зика, хранителя ключа. Он сообщает народу планеты Уроборос, что ключ найден и зло готовится вернуться, чтобы открыть священные врата. Кристалл тем временем лишает Тайлера рассудка, охватив его жаждой бессмертия.
На пути к планете, где есть источник воды бессмертия, Тайлер по сигналу сканера прилетает на планету Эдем, обозначенную на всех звёздных картах как F.A.K.K.² (Federation-Assigned Ketogenic Killzone ≈ Определённая Федерацией как Кетогеническая (опасная для углеродных форм жизни) Смертельная Зона второго уровня опасности), что до поры спасало поселенцев планеты от набегов извне, потому что они несут немного воды бессмертия, которой обогащён Эдем, в своих жилах. Тайлер забирает некоторых из поселенцев с собой на корабль в качестве подопытных, остальных убивает, не предполагая, что кто-то всё же остался в живых. В живых остается Джули.
Джули клянётся отомстить Тайлеру за смерть её семьи до того, как он успеет найти фонтан, ещё не зная, что её сестра Кэрри (Соня Бол) выжила после террористической атаки. Ей неохотно помогает Джермейн Сен-Джермейн, бывший член команды Тайлера, оставленный из-за того, что он пытался защитить Кэрри.
Поиски Тайлера приводят их к космической станции подскока «Новая Калькутта», откуда можно с помощью гиперпрыжка отправиться почти в любую точку галактики и на которой царит полнейший разврат. В то время, когда Тайлер готовится изнасиловать официантку стрип-клуба, появляется Джули и пытается его убить. Однако Тайлер использует сыворотку из воды бессмертия, которая за несколько секунд восстанавливает самые тяжелые раны. Уходя, он взрывает клуб гранатами от нагрудного патронташа Джули.
Избежав взрыва, Джули выслеживает Тайлера, который в поисках воды вечной жизни собирается прыгнуть в дальнюю и неизведанную область галактики, успевает влететь в зону гиперпрыжка вместе с кораблём Тайлера. Заметив непрошенных попутчиков, Тайлер пытается избавиться от них прямо внутри силового тоннеля гиперпрыжка, в результате чего его целостность нарушается, оба корабля выпадают обратно в обычное пространство и терпят крушение на планете Уроборос.
В пустыне Джули встречает таинственного чужака по имени Один, который является жрецом местного народа, охраняющего источник воды бессмертия, и его подопечного Зика. Оказывается, что цели у них одни — найти того, кто завладел ключом.
Между тем Тайлер обнаруживает местное полудикое племя рептилий, развлекающееся в пещерах смертельными поединками; он бросает вызов чемпиону, а затем, победив его, предлагает их лидеру сразиться насмерть. Бросив его в лаву, Тайлер провозглашает себя их новым вождём.
Джули входит в поселение рептилий, облачившись в рабыню для сексуальных утех, и беспрепятственно проходит к покоям Тайлера: все знают, что он потребовал себе женщину на ночь, и никто не осмелился её задержать. Найдя Тайлера, она завлекает его в свои объятия и всячески соблазняет его, говоря ему, что сделает для него всё, если он объявит её своей королевой, — ей известно, что он под влиянием кристалла невероятно тщеславен. Когда он теряет бдительность, она наносит удар ему в шею рогом его маски из черепа убитого им вождя рептилий, пытаясь опустить его голову в фонтан лавы. Но тут врывается Зик и по приказанию своего господина силой уводит Джули, не дав ей убить Тайлера.
На обратном пути из пещер Джули находит корабль Тайлера, где обнаруживает Кэрри и узнаёт, что Тайлер извлекает сыворотку бессмертия из тел её народа. Подкравшись, она нападает на безумного доктора, проводящего для Тайлера опыты на людях. Во время их схватки начинается пожар, из-за которого взрывается корабль. Доктор сгорает, а Джули и Кэрри успевают спастись. Тайлер, увидев взрыв, страшно злится из-за того, что его источник регенеративной сыворотки уничтожен. Он собирает огромную армию рептилий и направляется нападать на цитадель, на горе в центре которой расположен источник воды бессмертия.
Тем временем, Джули, придя вместе с Зиком, Одином и Кэрри в тот же священный город, повторяет ритуал Таарны. Джули вместе с её сестрой и Джермейном, которого жители города нашли в пустыне ранее, а также армия хранителей встают против армии Тайлера, но после непродолжительного сражения противники врываются внутрь цитадели — им помогает неведомый предатель внутри города.
Лишившись последней ампулы эликсира, Тайлер рвётся на вершину горы, чтобы открыть вход в священную пещеру, где находится источник воды бессмертия. Там происходит смертельный поединок Джули и Тайлера. Тайлер успевает вставить в замок от священных ворот ключ, но Джули удаётся помешать ему подойти к фонтану бессмертия, ведь он больше не может регенерировать полученные в бою повреждения. После того, как она сворачивает Тайлеру шею, она направляется к зелёному кристаллу, чтобы вынуть его из замка и тем самым закрыть ворота, но тут появляется Один и нападает на Джули. Под одеждой жреца скрывался аракианец, последний из расы аракиан, с помощью воды бессмертия поработивших когда-то целые галактики, который тоже стремился к бессмертию, ради чего хитростью завоевал доверие народа Уробороса и исподтишка помогал Тайлеру проникнуть в город и открыть ворота к источнику (чтобы самому не прикасаться к кристаллу, который лишает любое существо рассудка).
Пока Один идёт к источнику, Зик выполняет своё предназначение как страж ключа: избавляет людей от зла зелёного кристалла. Он вытаскивает его из скважины, и ворота опускаются, закрывая аракианца внутри, а Зик с кристаллом в руках улетает в космос, превращаясь в один из многочисленных астероидов.
Мультфильм заканчивается тем, что Джермейн и Керри помогают Джули встать на ноги и монологом Зика, что теперь камень находится под его присмотром, сокрытый от зла.

## Видеоигра
Игра Heavy Metal F.A.K.K. 2 является продолжением фильма. Игрок берёт под свое управление Джули, которая борется за спасение Эдена от злодея, названного Гитом. Игра была сделана несколько позже фильма, и в игре можно встретить героев из фильма, например сестра Джулии Керри, пилот Герман (сейчас он женат на Керри) и воскресший Тайлер.

## Саундтрек
Heavy Metal 2000 OST — это альбом саундтреков 2000 года, носящий то же самое название, что и мультфильм. В альбоме содержится музыка таких групп, как Coal Chamber, Apartment 26, Billy Idol, Monster Magnet, Pantera, System of a Down, Queens of the Stone Age, Puya и других представителей хард-рока и альтернативных групп. Альбом также содержит и музыку близкую к индастриалу, два трека альтернативных исполнителей (Bauhaus, Queens of the Stone Age) и один трек в стиле хип-хоп (Twiztid, Insane Clown Posse).
Список треков:
1. F.A.K.K. U — 1:44
2. Monster Magnet — Silver Future — 4:29
3. MDFMK — Missing Time — 4:35
4. Pantera — Immortally Insane — 5:11
5. Zilch — Inside the Pervert Mound — 4:07
6. Twiztid & Insane Clown Posse — Dirt Ball — 5:33
7. System of a Down — Storaged — 1:17
8. Days of the New — Rough Day — 3:18
9. Sinisstar — Psychosexy — 4:02
10. Queens of the Stone Age — Infinity — 4:40
11. Machine Head — Alcoholocaust — 3:38
12. Full Devil Jacket — Green Iron Fist — 3:51
13. Hate Dept. — Hit Back — 3:52
14. Puya — Tirale — 5:34
15. Apartment 26 — Dystopia — 2:56
16. Billy Idol — Buried Alive — 5:10
17. Coal Chamber — Wishes — 3:06
18. Bauhaus — The Dog’s a Vapour — 6:44